# Philipotabanus kompi
Philipotabanus kompi är en tvåvingeart som först beskrevs av David Fairchild 1943.  Philipotabanus kompi ingår i släktet Philipotabanus och familjen bromsar. Inga underarter finns listade i Catalogue of Life.